# Automeris duchartrei
Espèce
Automeris duchartrei est une espèce de papillon de la famille des Saturniidae.